# Мандельберг, Виктор Евсеевич
Ви́ктор Евсе́евич Мандельбе́рг (при рождении Ви́гдор О́вшиевич, литературные и партийные псевдонимы Бюлов, Посадовский, Панин; 19 декабря 1869, Бердичев — 15 марта 1944, Хайфа) — русский публицист, революционер (меньшевик), врач.

## Биография
Виктор Евсеевич Мандельберг родился в Киевской губернии в семье купца первой гильдии Овсея Яковлевича (Говшия Янкель-Беровича) Мандельберга (1845—?) и Ривки (Ребекки) Мандельберг (1845—?). Закончил Киевскую[какую?] мужскую классическую гимназию. Обучался на медицинском факультете Киевского императорского университета Св. Владимира (1887—1893).
С 1893 года, получив диплом врача и право жительства в столице, жил в Петербурге. Работал врачом, с 1894 года также секретарём «Общества помощи в чтении больным и бедным» под председательством П. С. Лесгафта. В 1898 году арестован по обвинению в политической пропаганде среди рабочих Колпинского завода. Просидел 3 года в тюрьме и 26 мая 1899 года был выслан на 4 года под гласный надзор полиции в Восточную Сибирь (Иркутск). На охоте прострелил себе руку, которую пришлось ампутировать.
Мандельберг один из создателей Иркутского социал-демократического комитета, а затем и «Сибирского социал-демократического союза».
В 1903 году уезжает в Брюссель, затем в Лондон, где принимает участие о II съезде РСДРП, на котором вместе Л. Д. Троцким представлял Сибирский социал-демократический союз.
В 1904 вернулся в Санкт-Петербург и затем возвращается Иркутск, где принимает активное участие в революционных событиях — всеобщей забастовке в октябре 1905 года. В декабре 1905 года выступил одним из создателей газеты «Красноярский рабочий»
В 1907 избирается членом городской думы, а 24 марта того же года — членом II Государственной думы от г. Иркутска. В Думе входил в социал-демократическую фракцию. Участвовал в работе временной думской комиссии об обеспечении нормального отдыха служащих в торговых и ремесленных заведениях, был её секретарём.
После роспуска Государственной думы В. Е. Мандельберг бежал в Финляндию, затем в Италию, где в городе Нерви практиковал как врач.
В 1917 вернулся в Петроград, где возглавил медицинскую службу города. В том же году был избран членом президиума от социал-демократов Всероссийского демократического Совета, стал кандидатом в члены Временного Совета Российской республики, кандидатом в члены ЦК РСДРП(о).
В 1918 принял участие в работе Иркутского губернского съезда рабочих, крестьянских, бурятских, казачьих и красноармейских депутатов от социал-демократической партии. После поражения советской власти летом активно работал в Иркутском комитете социал-демократической партии, поддерживал земское движение.

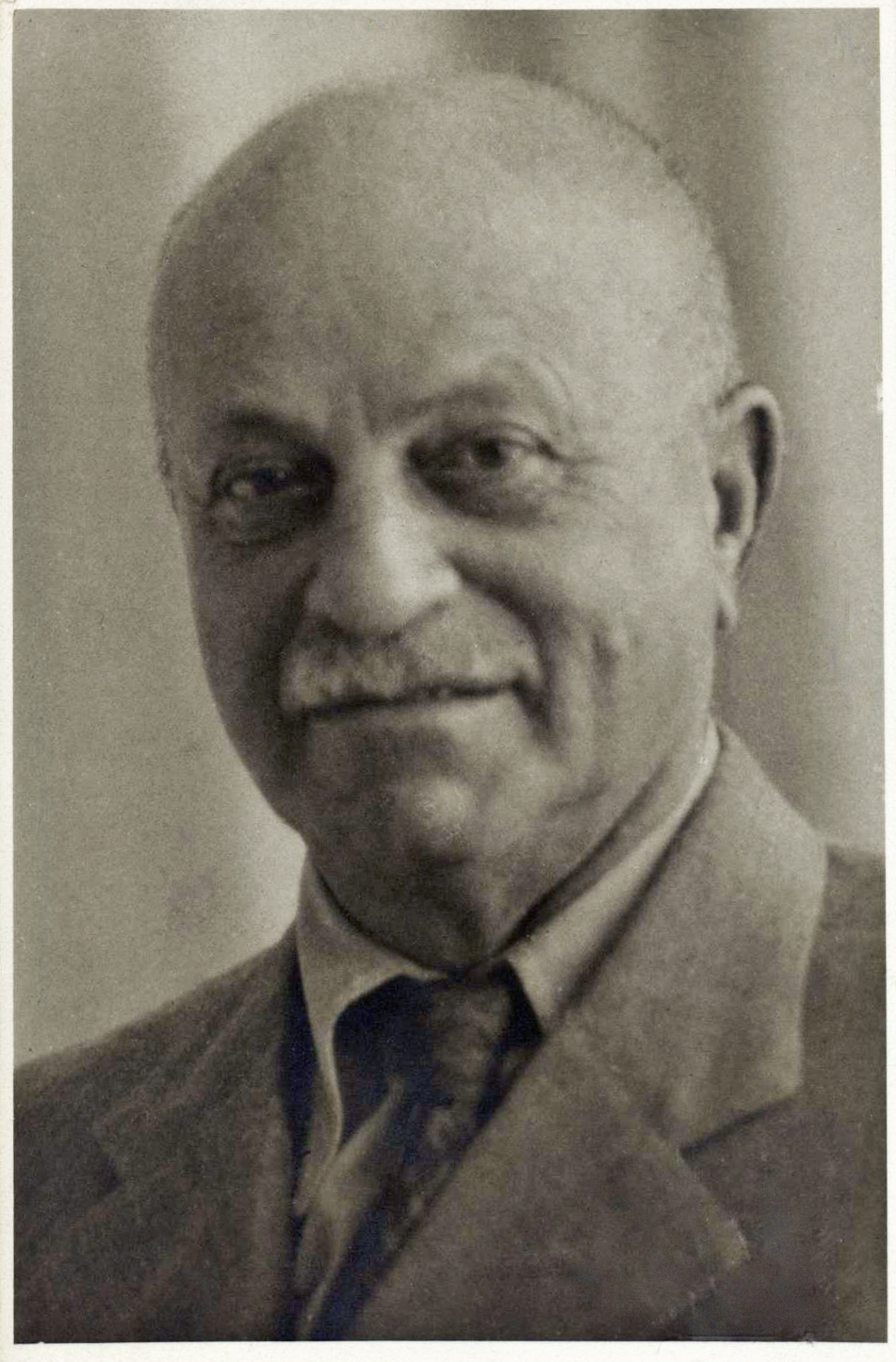
Вигдор Мандельберг (Тель-Авив, около 1940)

В период диктатуры А. В. Колчака продолжал заниматься публицистикой. 17 июля 1918 года за публикацию статьи «Долой смертную казнь» в газете «Иркутские дни» был арестован. С 1919 года по 20 февраля 1920 был гласным Иркутской городской думы. Но известно, что уже в 1919 году Мандельберг переехал в Читу.
В августе 1920 года эмигрировал в Палестину, несмотря на то, что он, вероятно, не был сионистом. В Палестине быстро присоединился к компании общественности и экспертов по борьбе с туберкулёзом, стал одним из основателей «Лиги борьбы с туберкулёзом». Председатель этой Ассоциации, открыл её филиалы по всей стране, в том числе в Хайфе создал небольшую больницу для лечения этой болезни во главе с доктором Вольфом. Один из создателей главной больничной кассы Израиля (купат-холим Клалит).
В октябре 1941 был одним из инициаторов создания «Общественного комитета помощи СССР в войне с фашизмом» (позже Отдел V) и член президиума этой организации. С помощью миссии в Тегеране Мандельберг участвовал в организации доставки в СССР медицинского оборудования, в том числе трёх машин скорой помощи, двух дезинфекционных машин и других пожертвований еврейской общины Палестины.

## Семья
- Жена — Агния (Ага) Абрамовна Мандельберг (урождённая Новомейская, 25 ноября 1881 — 3 февраля 1938), сестра инженера и общественного деятеля Моисея Абрамовича Новомейского. Трое сыновей: Александр (1906—1995), Михаил (1908—1976), Абрам (1920—2007)[14][15].
- Его братья Лев (Лейб) и Владимир (Вольф), оба врачи, были женаты на сёстрах философа Л. И. Шестова — соответственно, Марии Исааковне Шварцман (1863—1948) и Елизавете Исааковне Мандельберг (1873—1943)[16]. Племянница — скульптор Сильвия Львовна Луцкая.
- Брат — Моисей Евсеевич (Мойше Овшиевич) Мандельберг (1870—1913), выпускник юридического факультета Императорского университета Святого Владимира, с 1896 года практиковал в Ростове-на-Дону[17]. Племянник — театральный художник Евгений Моисеевич Мандельберг.
- Сестра — Анна Овсеевна Мандельберг (1863—?), была замужем за провизором Владимиром (Вольфом) Соломоновичем Балабановым (1856—?), братом историка и публициста М. С. Балабанова[18][19].

## Сочинения
- Тернии без роз, Женева, 1908.
- Из пережитого, Давос, 1910.

### Рекомендуемые источники
- Кудряшов В. В. 2015. Социал-демократическая фракция II Государственной Думы: взгляд изнутри и оценки очевидцев. // Проблемы социально-экономического развития Сибири, № 4 (22) С. 99-104